# Maison Kepler

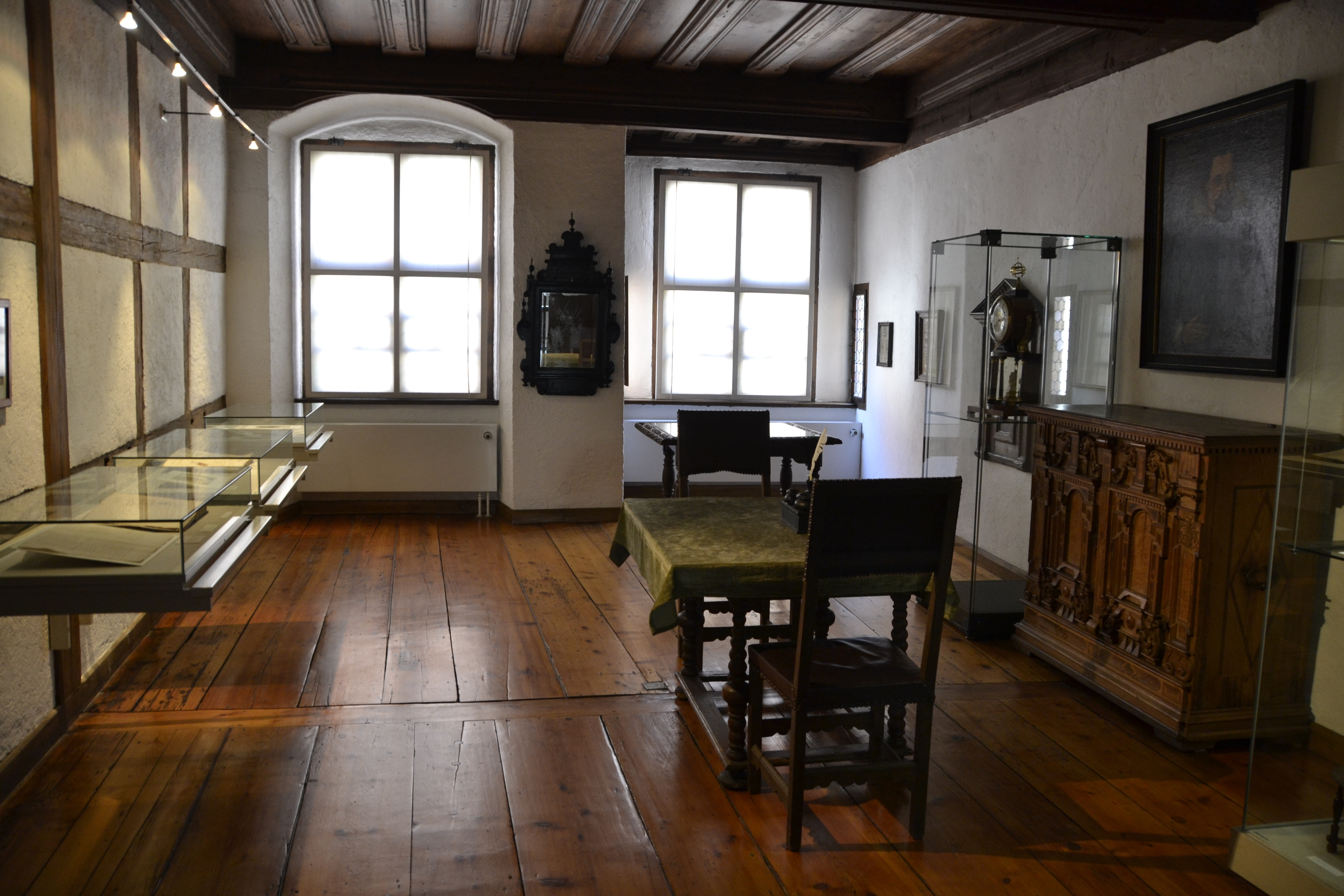
Salle d'exposition.

La maison commémorative Kepler (Kepler Gedächtnishaus) sise à Ratisbonne en Bavière est la maison où mourut l'astronome Johannes Kepler le 15 novembre 1630. Il s'y était installé au début de l'automne 1630 ; cette maison appartenait depuis 1622 au marchand Hillebrand Hilli.

## Histoire
Cette maison remonte à une maison fortifiée médiévale ayant appartenu un temps à une famille de négociants, les Runtinger. Jusqu'au XIXe siècle, on y trouvait l'auberge « zum Goldenen Falken » (Au faucon d'or). La maison a été sauvée de la démolition en 1959, lorsqu'on y a entrepris des travaux de rénovation. Aujourd'hui, la maison avec sa baie vitrée en oriel ressemble à ce qu'elle était en 1540. Depuis 1961, un musée sur les astronomes y est installé.
Il ne reste plus rien du mobilier d'origine. Cependant, les salles du musée ont été meublées avec des meubles du sud de l'Allemagne et de Ratisbonne de l'époque de Kepler. Le vestibule montre un buste en marbre grandeur nature de Kepler par Philipp Jakob Scheffauer, qui a été fait à partir de gravures historiques sur cuivre et était à l'origine destiné au Walhalla, mais n'y a pas été utilisé.
Les étapes de la vie de Kepler et une bibliothèque avec des œuvres de Kepler sont présentées dans l'ancien bureau du marchand. Les pièces à vivre et les chambres de la famille Kepler se trouvent au premier étage. Dans le salon, outre quelques documents originaux de Kepler et un globe céleste de Willem Blaeu de 1603, on peut voir une copie de l'un des rares portraits authentiques de l'astronome, à savoir le portrait de Strasbourg de 1620, peinture à l'huile que Kepler avait offerte à son ami Matthias Bernegger. Au deuxième étage, il y a l'ancienne salle de bal du marchand, qui montre des instruments et des modèles de mouvement pour la théorie planétaire.

## Source de la traduction
- (de) Cet article est partiellement ou en totalité issu de l’article de Wikipédia en allemand intitulé « Kepler Gedächtnishaus » (voir la liste des auteurs).